# Merschbach

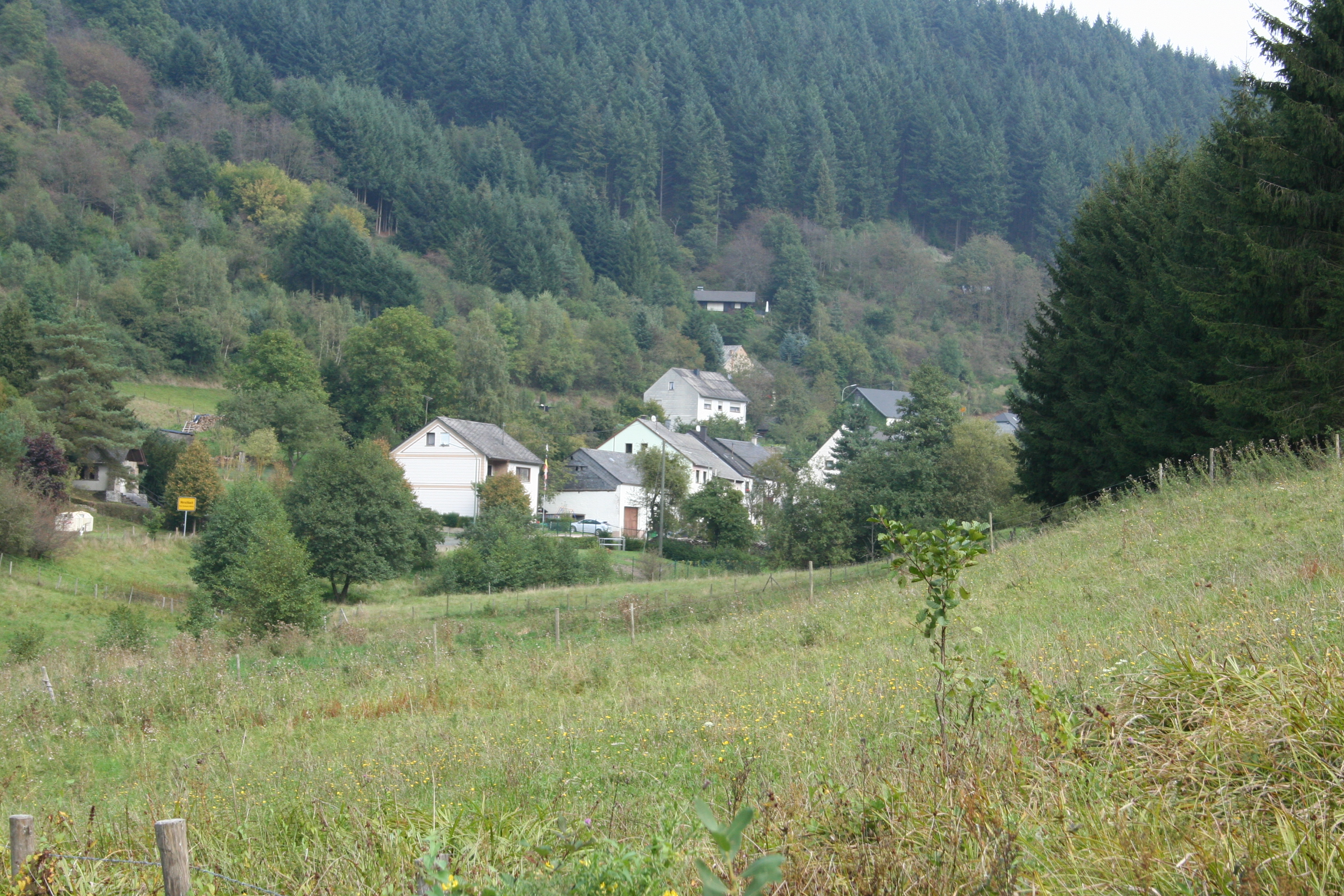
Merschbach

Merschbach ist eine Ortsgemeinde im Landkreis Bernkastel-Wittlich in Rheinland-Pfalz im Hunsrück. Sie gehört der Verbandsgemeinde Thalfang am Erbeskopf an.

## Geographie
Der Ort liegt am Merschbacherbach, der der Dhron zufließt.

## Geschichte
Erstmals urkundlich erwähnt wurde Merschbach 1281, das damals den Grafen von Hunolstein gehörte. Durch die Wirren der Französischen Revolution kam der Ort um 1800 unter französische Herrschaft und wurde 1815 Teil des Königreichs Preußen. Seit 1946 ist der Ort Teil des damals neu gebildeten Landes Rheinland-Pfalz.

### Einwohnerentwicklung
Seit den 1970er Jahren ist die Einwohnerzahl der Gemeinde stark zurückgegangen; hatte Merschbach 1970 bei Bildung der Verbandsgemeinde Thalfang am Erbeskopf noch 109 Einwohner, waren es Ende 2010 nur noch 48.
Die Entwicklung der Einwohnerzahl von Merschbach, die Werte von 1871 bis 1987 beruhen auf Volkszählungen:
| Jahr | Einwohner |
| ---- | --------- |
| 1815 | 110       |
| 1835 | 138       |
| 1871 | 104       |
| 1905 | 113       |
| 1939 | 127       |

| Jahr | Einwohner |
| ---- | --------- |
| 1950 | 100       |
| 1961 | 90        |
| 1970 | 109       |
| 1987 | 71        |
| 1997 | 48        |

| Jahr | Einwohner |
| ---- | --------- |
| 2005 | 34        |
| 2010 | 48        |
| 2015 | 58        |
| 2021 | 69        |
| 2024 | 58        |

## Politik

### Gemeinderat
Der Gemeinderat in Merschbach besteht aus sechs Ratsmitgliedern, die bei der Kommunalwahl am 9. Juni 2024 in einer Mehrheitswahl gewählt wurden, und der ehrenamtlichen Ortsbürgermeisterin als Vorsitzender.

### Bürgermeister
Iris Hornberg wurde 2004 Ortsbürgermeisterin von Merschbach. Bei der Direktwahl am 26. Mai 2019 wurde sie mit einem Stimmenanteil von 52,27 % und am 9. Juni 2024 als einzige Bewerberin mit 52,8 % jeweils für weitere fünf Jahre in ihrem Amt bestätigt.

## Kultur und Sehenswürdigkeiten

### Bauwerke
Merschbach verfügt über eine kleine Kapelle.
Siehe auch: Liste der Kulturdenkmäler in Merschbach

### Naturdenkmäler
Zu den Naturdenkmälern des Ortes gehören eine Linde und eine Eiche.